# Tour de Hungría
El Tour de Hungría (oficialmente: Tour de Hongrie) es una carrera ciclista profesional por etapas húngara. 
Se creó en 1925 y desde de la creación de los Circuitos Continentales UCI en 2005 ha sido parte del UCI Europe Tour, dentro la categoría 2.2 (última categoría del profesionalismo) y a partir del año 2018 ascendió a categoría 2.1.

## Palmarés
| Año                               | Ganador             | Segundo                      | Tercero             |
| --------------------------------- | ------------------- | ---------------------------- | ------------------- |
| 1925                              | Károly Jerzsabek    | Gedeon Ladányi               | József Bouska       |
| 1926                              | László Vida         | Károly Hölczl                | Rezső Bouska        |
| 1927                              | László Vida         | Dezső Huszka                 | Károly Hugyecz      |
| 1928 edición no realizada         |                     |                              |                     |
| 1929                              | Oskar Thierbach     | Bela Jálics                  | János Istenes       |
| 1930                              | Vasco Bergamaschi   | János Peck                   | Andrea Minasso      |
| 1931                              | István Liszkay      | István Nemess                | Guglielmo Segato    |
| 1932                              | József Vitéz        | István Nemess                | Livio Carlotti      |
| 1933                              | Kurt Stettler       | Hans Martin                  | László Orczán       |
| 1934                              | Károly Szenes       | István Liszkay               | Béla Mádi           |
| 1935                              | Károly Nemes-Nótás  | Ferenc Eles                  | István Adorján      |
| 1936-1937 ediciones no realizadas |                     |                              |                     |
| 1937                              | Lothar Strakati     | Stanisław Wasilewski         | Antal Szalay        |
| 1938-1941 ediciones no realizadas |                     |                              |                     |
| 1942                              | Ferenc Barvik       | Gyula Gere                   | Mihaly Irhazi       |
| 1943                              | István Liszkay      | Gyula Gere                   | Lakatos             |
| 1944-1948 ediciones no realizadas |                     |                              |                     |
| 1949                              | André Labeylie      | Rudolf Lauscha               | Roger Bourgeteau    |
| 1950-1952 ediciones no realizadas |                     |                              |                     |
| 1953                              | József Kiss-Dala    | Bela Bartusek                | Márton Bencze       |
| 1954 edición no realizada         |                     |                              |                     |
| 1955                              | Győző Török         | József Albert                | Lajos Szabo         |
| 1956                              | Győző Török         | Károlyi                      | János Bende         |
| 1957-1961 ediciones no realizadas |                     |                              |                     |
| 1962                              | Adolf Christian     | János Juszkó                 | Ferenc Horváth      |
| 1963                              | András Mészáros     | Lothar Höhne                 | János Juszkó        |
| 1964                              | Ferenc Stámusz      | Béla Juhász                  | Andras Devay        |
| 1965                              | László Mahó         | György Balasko               | János Juszkó        |
| 1966-1992 ediciones no realizadas |                     |                              |                     |
| 1993                              | Jens Dittmann       | Gábor Kovács                 | Dominique Perras    |
| 1994                              | Wolfgang Kotzmann   | Olexandr Klymenko            | Andreas Lauk        |
| 1995                              | Serguéi Ivanov      | Alekszandr Kavecki           | Jens Dittmann       |
| 1996                              | Alexander Tolomanov | János Istlstekker            | Károly Eisenkrammer |
| 1997                              | Zoltán Bebtó        | Yuri Zajac                   | Balázs Rothmer      |
| 1998                              | Alexander Rotar     | Nazarenko                    | Károly Eisenkrammer |
| 1999-2000 ediciones no realizadas |                     |                              |                     |
| 2001                              | Mikoš Rnjaković     | Róbert Nagy                  | Roman Broniš        |
| 2002                              | Zoltán Vanik        | Jan Faltýnek                 | Radek Blahut        |
| 2003                              | Zoltán Remák        | Matej Jurčo                  | Kacper Sowinski     |
| 2004                              | Zoltán Remák        | Phillip Thuaux               | Martin Prázdnovský  |
| 2005                              | Tamás Lengyel       | Martin Prázdnovský           | Glen Chadwick       |
| 2006                              | Martin Riška        | Zoltán Remák                 | Csaba Szekeres      |
| 2007                              | Andrew Bradley      | Miroslav Keliar              | Stefan Pöll         |
| 2008                              | Hans Bloks          | Vladimir Kerkez              | Ivan Stévic         |
| 2009-2014 ediciones no realizadas |                     |                              |                     |
| 2015                              | Tom Thill           | Andi Bajc                    | James Early         |
| 2016                              | Mihkel Räim         | Oleksandr Polivoda           | Daniel Turek        |
| 2017                              | Daniel Jaramillo    | Barnabás Peák                | Tadej Pogačar       |
| 2018                              | Manuel Belletti     | Kamil Małecki                | Paolo Totò          |
| 2019                              | Krists Neilands     | Márton Dina                  | Attila Valter       |
| 2020                              | Attila Valter       | Quinn Simmons                | Damien Howson       |
| 2021                              | Damien Howson       | Ben Hermans                  | Antonio Tiberi      |
| 2022                              | Edward Dunbar       | Óscar Rodríguez Garaicoechea | Samuele Battistella |
| 2023                              | Marc Hirschi        | Ben Tulett                   | Yannis Voisard      |
| 2024                              | Thibau Nys          | Emanuel Buchmann             | Wout Poels          |
| 2025                              | Harold Martín López | Alessandro Covi              | Albert Philipsen    |

## Palmarés por países
| País         | Victorias |
| ------------ | --------- |
| Hungría      | 17        |
| Austria      | 4         |
| Eslovaquia   | 3         |
| Alemania     | 2         |
| Ucrania      | 2         |
| Italia       | 2         |
| Suiza        | 2         |
| Francia      | 1         |
| Rusia        | 1         |
| Yugoslavia   | 1         |
| Países Bajos | 1         |
| Luxemburgo   | 1         |
| Estonia      | 1         |
| Colombia     | 1         |
| Letonia      | 1         |
| Australia    | 1         |
| Irlanda      | 1         |
| Bélgica      | 1         |
| Ecuador      | 1         |